# Hôpital Saint-Vincent-de-Paul
Pour les articles homonymes, voir Saint-Vincent-de-Paul.
L'hôpital Saint-Vincent-de-Paul est un ancien hôpital de l'AP-HP, situé aux nos 72-86 de l'avenue Denfert-Rochereau dans le quartier du Montparnasse, au nord du 14e arrondissement de Paris. L'établissement est, depuis la fin de l'année 2011, en grande partie désaffecté, puis progressivement réutilisé en centre d'hébergement.
Anciennement dénommé « Hospice des Enfants-Assistés », l'établissement porte son nom actuel depuis 1942 en hommage au prêtre Vincent de Paul, fondateur de la congrégation des Filles de la charité de Saint Vincent de Paul et qui œuvra tout au long de sa vie pour soulager la misère matérielle et morale.
La structure, même après sa fermeture, a longtemps été associée à l'hôpital Cochin au sein du groupe hospitalier Cochin – Saint-Vincent-de-Paul, qui fait partie du groupement hospitalier universitaire ouest. L'établissement a présenté de nombreux services liés à la prise en charge sanitaire des enfants, notamment d'orthodontie-occlusodontie et de chirurgie, mais aussi une maternité.
À sa création, l'hôpital fut dénommé et placé sous la protection de saint Vincent de Paul, le prêtre landais qui fut canonisé par Clément XII et institué  « patron de toutes les œuvres charitables » par le pape Léon XIII.
Entre 2015 et 2020, un modèle d'urbanisme transitoire, dénommé Les Grands Voisins, s'installe progressivement sur le site de 3,4 hectares, dans l'attente de la restructuration complète de l'ancien hôpital en « nouvel éco-quartier ». Ce dispositif quitte les lieux en septembre 2020.
Selon le Conseil de Paris, gestionnaire du site et du lancement de ce nouveau quartier, certains bâtiments seront conservés, dont notamment l'entrée et la façade monumentale longeant l'avenue Denfert-Rochereau.

## Histoire

### L'hospice fondé par saint Vincent-de-Paul

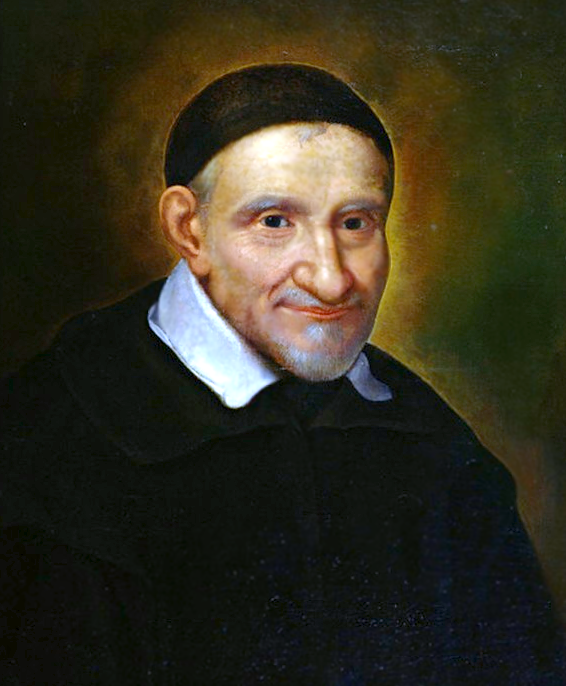
Portrait de saint Vincent de Paul.

L'hospice des Enfants-Trouvés est fondé par le religieux lazariste Vincent de Paul en 1638. D'abord installé près de la porte Saint-Victor, il est transféré par la suite au château de Bicêtre, puis près de l'enclos Saint-Lazare, enfin rue du Faubourg-Saint-Antoine. En 1648, il convoque une assemblée de dames charitables et prenant la parole ; il rappelle que l'œuvre avait déjà sauvé six cents enfants mais que les ressources manquaient pour poursuivre l’œuvre entreprise. Ses paroles, assez pathétiques, semblent avoir été assez convaincantes, car le jour même l'hôpital des Enfants-Trouvés de Paris reçut les capitaux nécessaires pour poursuivre sa tâche et sa mission protectrice. Un autre établissement est fondé vers 1672 sur le parvis Notre-Dame.
Après la Révolution française, l'hospice de l'île de la Cité est abandonné. Les bâtiments furent, par la suite, occupés par les services administratifs de l'assistance publique, avant d'être démoli dans les années 1870 pour étendre le parvis Notre-Dame. Celui du faubourg Saint-Antoine, qui devient l'hospice des orphelins, est conservé pour accueillir les enfants de 2 à 12 ans. Il devient en 1880 l'hôpital Armand-Trousseau. Il est transféré sur son site actuel en 1901 et les anciens locaux sont rasés.

### L'hôpital Saint-Vincent-de-Paul

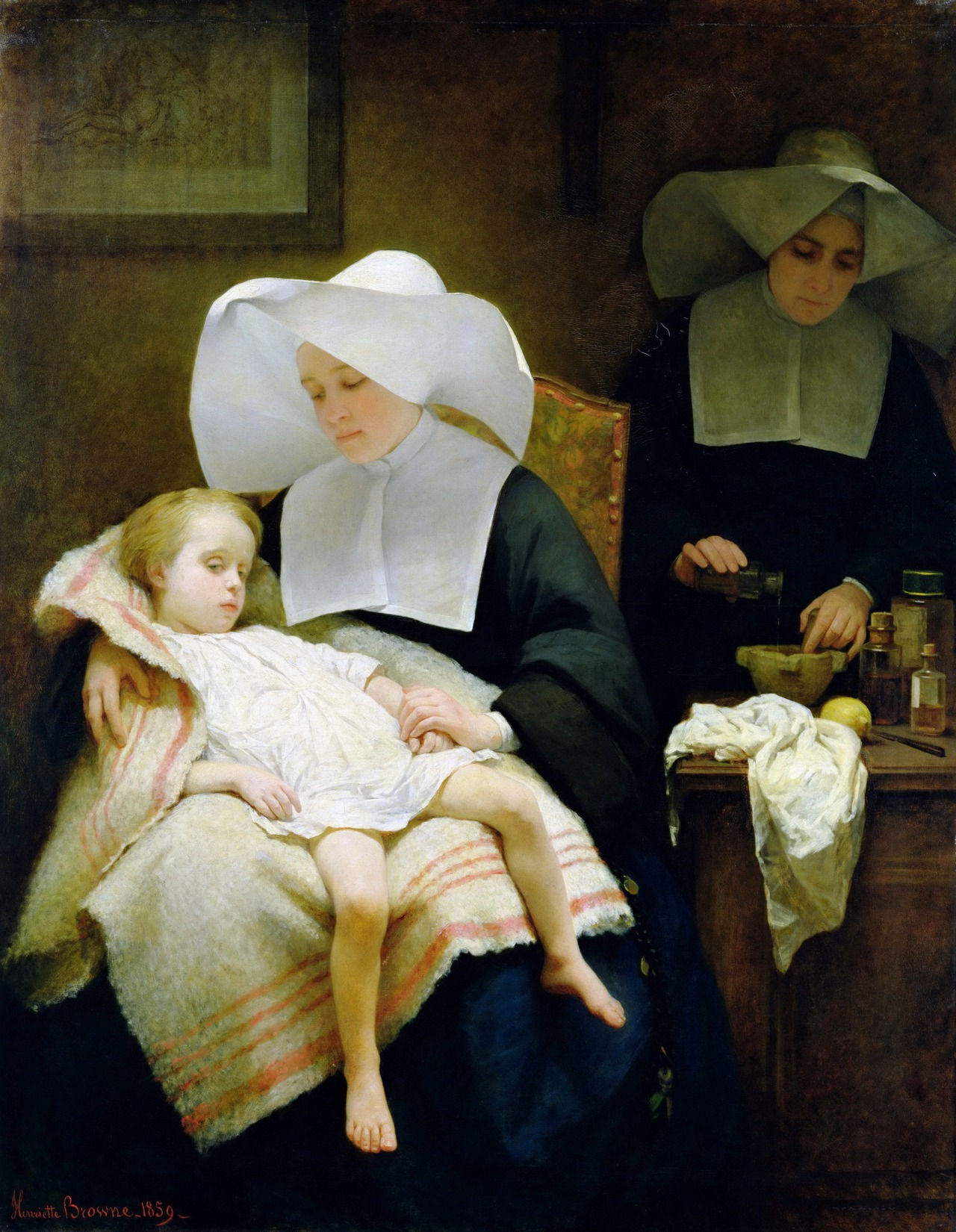
Deux sœurs de la Charité Saint-Vincent de-Paul, tableau de 1859 d'Henriette Browne.

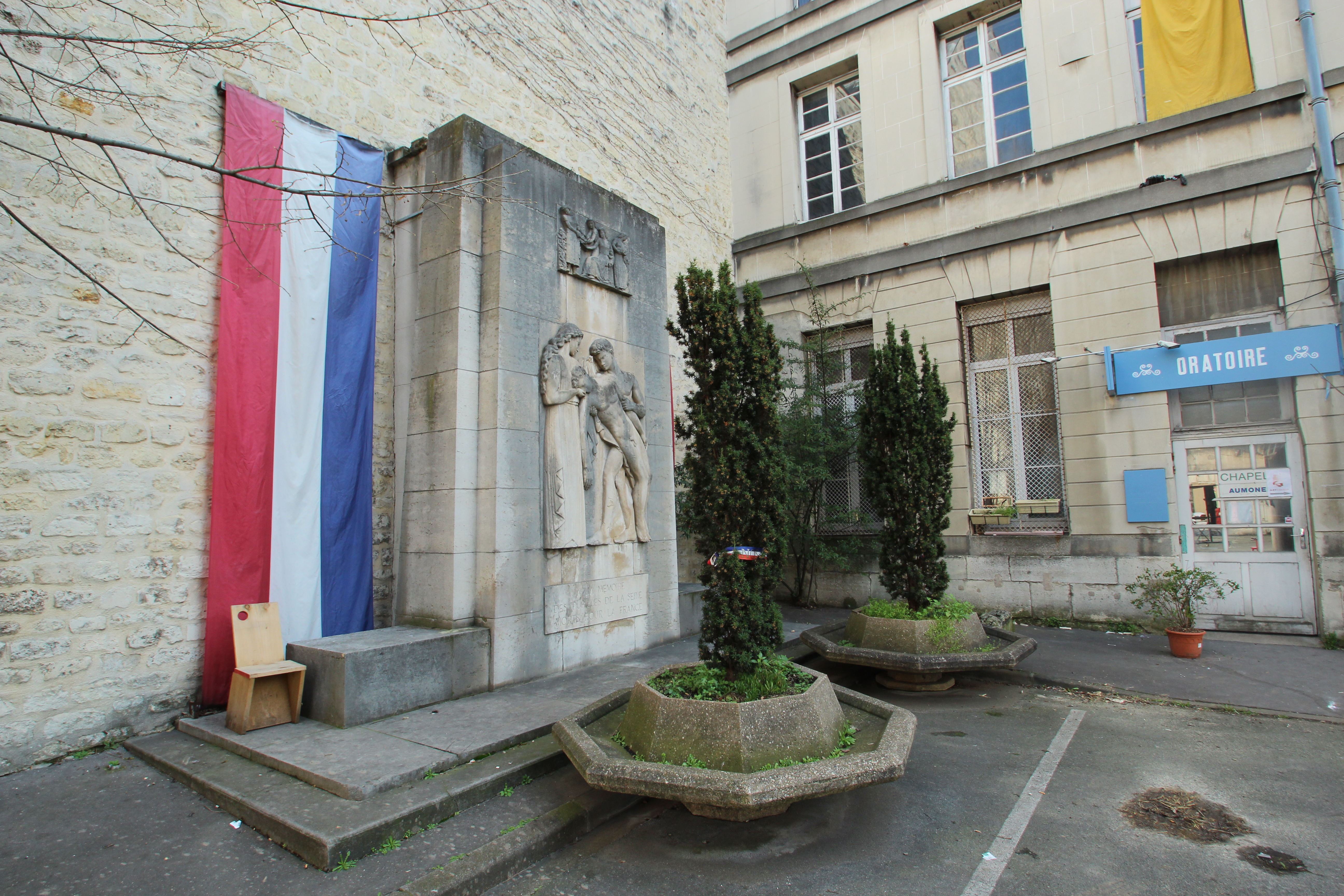
« Monuments aux enfants morts » de l'établissement.

#### Création
La loi du 27 frimaire an V, correspondant au 17 décembre 1796, réorganise l'accueil des enfants abandonnés. En 1800, sous le Consulat, les anciens locaux de l'institution de l'Oratoire situé au no 74 rue d'Enfer (future avenue Denfert-Rochereau), accueillent un nouvel hôpital pour enfants trouvés. La chapelle de la Trinité est un bâtiment datant de 1655 préservé de cette institution.
Durant tout le XIXe siècle et jusqu'aux années 1960, la congrégation de sœurs de Saint Vincent de Paul ont été des auxiliaires de santé dans cet hôpital et hospice, d'abord de façon presque exclusive, puis à partir des années 1920, elles furent progressivement remplacées par des infirmières et des aides soignantes laïques, agents de la fonction publique.

#### Le «tour d'abandon»
Un tour d'abandon (équivalent de la « boîte à bébés »), lieu aménagé en alcôve, où les mères peuvent déposer de manière anonyme leurs bébés, existait à l'entrée de l'hospice Saint-Vincent-de-Paul. Il est utilisé durant tout le XIXe siècle, mais ce système de dépôt n'existe plus en France.
Ce petit espace se situe entre la porte condamnée de la chapelle de l'Oratoire, encore visible en 2018 et la grille de l'ancien foyer, sous la forme d'un espace d'environ deux mètres. La porte du tour d'abandon se trouve à droite, là où un mur se substitue à la grille.

#### La maternité Pinard
Cette maternité, créée en 1934, est définitivement fermée à la fin de l'année 2011. Elle portait le nom du professeur Adolphe Pinard, père de l'organisation de la puériculture en France.
La première maternité a été conçue par l’architecte Félix Debat (1867-1938) et se composait de trois ailes disposées autour d’une cour centrale, dotées de planchers de béton armé et habillées de briques jaunes. La première de ces ailes était située face à l’ancien noviciat de l’Oratoire. En 1969, afin de répondre aux besoins du site, un centre d’accueil est inauguré. Le nouvel immeuble, conçu par l’architecte Georges Mathy, relie alors les deux ailes du bâtiment Pinard, fermant ainsi la cour sur quatre côtés.

#### Le groupe hospitalier
L'hôpital de La Roche-Guyon, situé dans le Val-d'Oise, est rattaché administrativement depuis 1971 à l’hôpital Saint-Vincent de Paul. Le groupe hospitalier Saint-Vincent-de-Paul-La Roche-Guyon comprend dès lors que ces deux hôpitaux à vocation pédiatique, l’hôpital de La Roche-Guyon accueillant uniquement des enfants polyhandicapés mentaux et des enfants déclarés « psychotiques », correspondant, de nos jours à des cas d'autisme infantile.
En 1999, l'AP-HP rattache les deux établissement à l'hôpital Cochin et crée le groupe hospitalier Cochin-Saint-Vincent-de-Paul-La Roche-Guyon.

#### «L'affaire des fœtus»
Le 2 août 2005, des journaux (tels que Le Figaro, Libération et Le Parisien) rapportent que de nombreux fœtus humains étaient conservés dans des conditions anormales dans le laboratoire d'histologie et de fœtopathologie de l'hôpital (c'est-à-dire, conservés depuis de nombreuses années pour des raisons inconnues et non scientifiques).
Le chiffre officiel est de 351 fœtus conservés, très certainement, depuis la fin des années 1970.
L'enquête menée par la direction de l'AP-HP permet de faire apparaître différents dysfonctionnements :  tout d'abord, des conditions de conservation douteuses au regard des pratiques professionnelles, ensuite des carences dans la tenue des archives qui empêchèrent la traçabilité des opérations et enfin l'absence de maîtrise dans l'organisation du système de conservation.
La direction de l'AP-HP fit paraître un communiqué à la suite de cette affaire et s'engagea à mener une plus grande vigilance vis-à-vis de l'organisation des services d'anatomo-pathologie généralement chargés de l'organisation de la conservation des corps dans les hôpitaux.
La chambre mortuaire de l'hôpital Saint-Vincent-de-Paul fut fermée et l'ensemble de son activité transférée vers la chambre mortuaire de l’hôpital Cochin. Des blâmes furent émis à l'égard de responsables médicaux, dont le Pr Alain Pompidou,, tandis que le directeur de l'hôpital est sanctionné par un avertissement de la direction générale de l'Assistance publique-Hôpitaux de Paris.

#### L'affaire du 24 décembre 2008

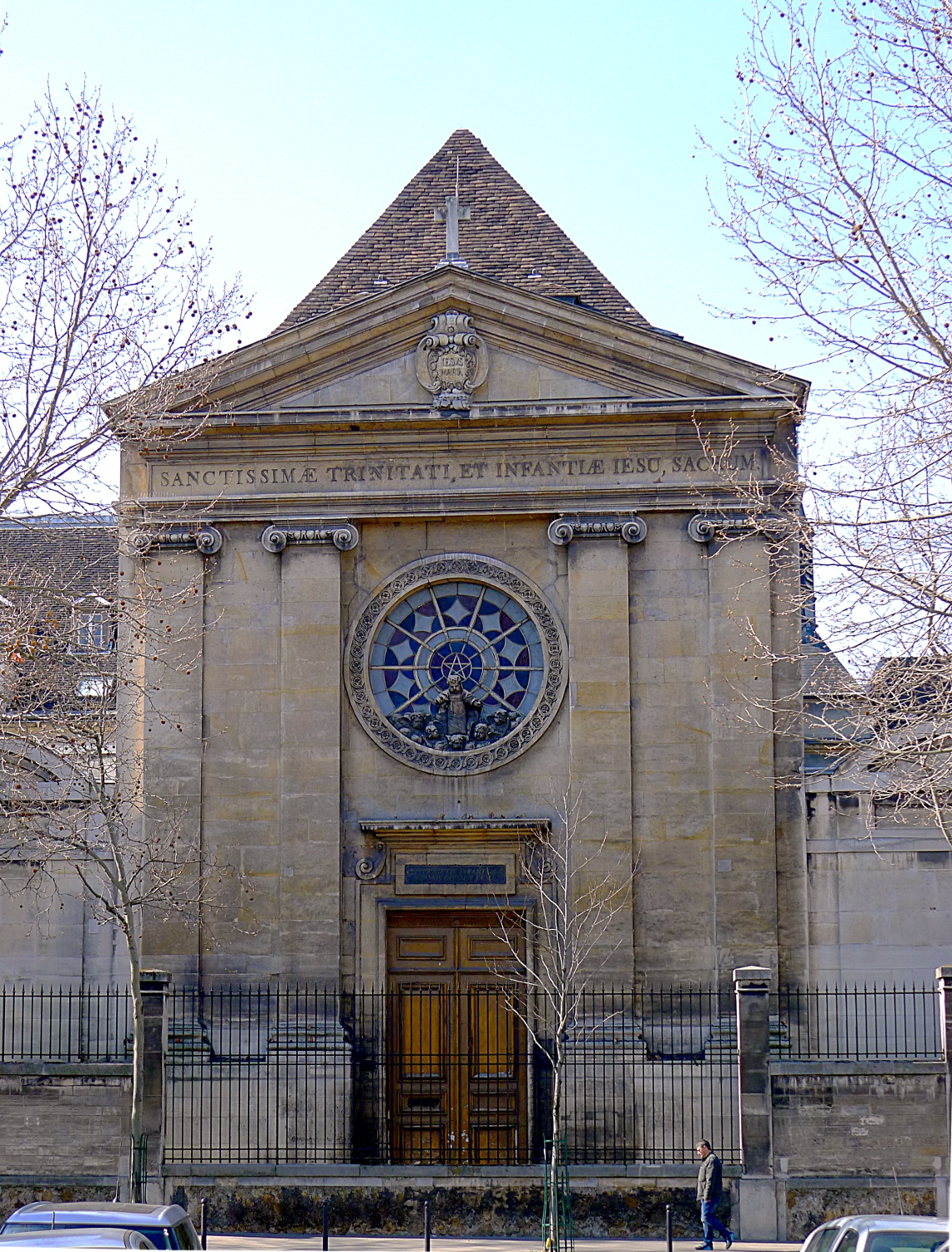
La chapelle de la Très-Sainte-Trinité-et-de-l'Enfant-Jésus de l'hôpital.

La veille de Noël, un jeune garçon, prénommé Ilyès, est décédé dans un service de l'hôpital, victime, selon les premiers témoignages, d'une erreur de perfusion.
Le garçonnet, hospitalisé pour une angine dans le service de pédiatrie, aurait reçu par erreur une perfusion mortelle de chlorure de magnésium. Il décédera d'un arrêt cardiaque. L'infirmière, professionnelle expérimentée, très choquée, a reconnu son erreur. Elle a été mise en examen pour homicide involontaire. Les premières constatations de l'enquête sembleraient indiquer une erreur de livraison. Les parents ont porté plainte.
Un audit sur le circuit du médicament, réalisé dès novembre et décembre 2006, avait mis en évidence des non-conformités, qui ne se trouvaient pas toutes corrigées au moment du drame. Le 21 avril 2009, le pharmacien-chef de l'hôpital Cochin est mis en examen.
Le procès a lieu en septembre et octobre 2016 devant le tribunal correctionnel de Paris. Le 4 octobre, le Parquet requiert une amende de 100 000 € contre l'Assistance publique-Hôpitaux de Paris et six mois de prison avec sursis contre l'infirmière et le cadre de santé, laissant la situation du pharmacien à l'appréciation du tribunal. Le 22 novembre, le tribunal condamne les trois professionnels de santé à un an de prison avec sursis et l'AP-HP à 150 000 € d'amende.

#### La fermeture progressive de l'hôpital
Depuis 2004, des rumeurs, plus tard confirmées par les syndicats, puis ensuite confirmées par la direction de l'AP-HP annoncent que l'hôpital Saint-Vincent-de-Paul doit fermer et ses services déplacés vers d'autres établissements (notamment l'hôpital Cochin ou l'hôpital Necker-Enfants malades, très proche).
Tout d'abord, il fut prévu d'y installer le nouveau palais de justice de Paris mais, après une longue attente, le gouvernement français décide de lancer ce projet dans le 17e arrondissement.
Le 23 juillet 2010, les urgences pédiatriques sont définitivement fermées. Le service des admissions bénéficie d'une restructuration en rejoignant le service dédié à l'hôpital Cochin, et ses maternités, situé dans l'enceinte même de cet hôpital.
Fin 2011, à la suite de l'ouverture de la nouvelle maternité de Port-Royal, c'est au tour de la maternité Pinard de fermer. La ville de Paris prévoit de réaménager l'ensemble de l'établissement pour aménager un écoquartier d'ici 2017, mais qui entraîneront de nombreuses contestations et par conséquant des retards dans sa mise en place.
L'établissement abrita jusqu'en juin 2012 une collecte fixe de l'établissement français du sang (EFS).

### Avenir et reconversion de l'ancien hôpital

#### Les «Grands Voisins»

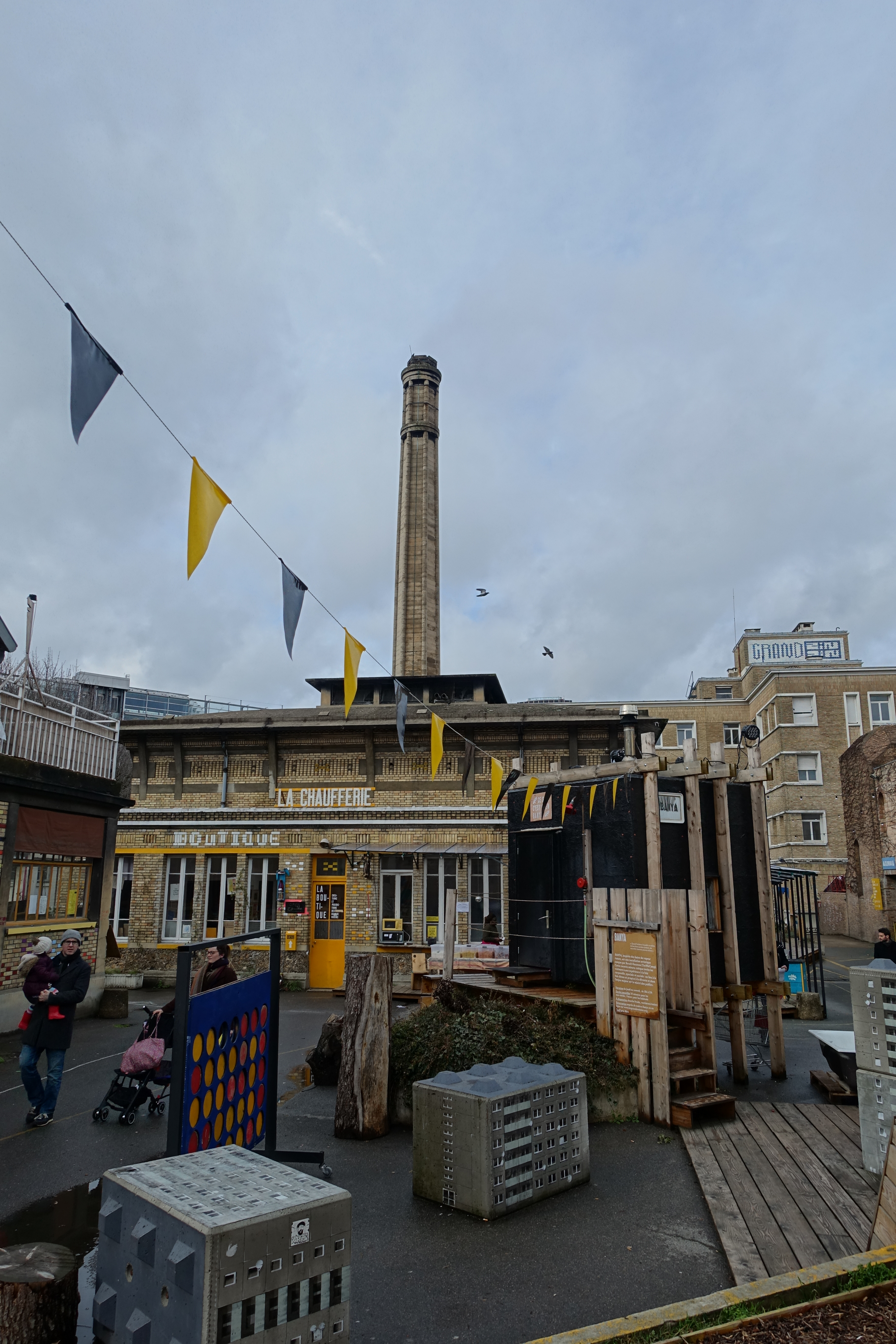
Les Grands Voisins.

En vertu de l'accord donné par l’Assistance publique - Hôpitaux de Paris (AP-HP), de 2011 à fin 2017, des bâtiments de l'ancien hôpital sont confiés à l'association Aurore pour y implanter des centres d’hébergement d’urgence dans ce premier bâtiment, les autres locaux hébergeant des services associatifs.
En décembre 2016, la ZAC de Saint-Vincent-de-Paul a été créée à la suite d'une délibération du Conseil de Paris. Durant cette même séance, le conseil a également décidé de concéder l’aménagement de cette ZAC à la Société publique locale d’aménagement Paris Batignolles Aménagement dans le cadre d’une concession d’aménagement.
Durant l'été de l'année 2015, des travaux de rénovation et de sécurisation de la plupart des bâtiments commencent, progressivement les parpaings qui bouchent les fenêtres disparaissent (pour un coût initial de mise en place de 100 k€ supporté par l'APHP). Fin 2015, l'expérience des « Grands Voisins » débute sur le site de l'ancien hôpital, les 22 000 m2 sont occupés, en coopération avec la mairie du 14e arrondissement, par trois centres d'hébergement d'urgence avec un total de 600 personnes hébergées) mais aussi par 120 structures liées à l'économie sociale et solidaire, 70 artisans et artistes, 1 000 personnes y travaillent quotidiennement, ce qui donne un nouveau souffle au lieu.
Au terme de la période convenue, fin 2017, un bilan positif est tiré, en faisant un modèle d'urbanisme transitoire, notamment de redynamisation du quartier, au point qu'elle reprendra partiellement dès avril 2018 pour 26 mois pendant la période des travaux.
En août 2018, les Grands Voisins accueillent, au sein des bâtiments de l'ancien hôpital, des concerts, des jeux et d'autres activités proposés par les différentes associations du site (la fête de la science, « festival Syrien n’est fait » qui évoque le drame de la guerre civile syrienne).
Une université populaire a été mise en place, avec notamment des interventions de Bernard Stiegler, Aurélien Barrau, Hervé Le Bras, Thanh Nghiem, François Taddei, Jean-Pierre Mocky, Calimaq, Sylvie Vauclair, Pierre Santini, Abdennour Bidar, Lionel Maurel, Thierry Paquot, Benjamin Coriat, Pierre-Henri Gouyon, Isabelle Delannoy, Francois Begaudeau, Dorian Astor, Valérie Masson-Delmotte. Avec l'aide des Petits Débrouillards soutenu par Altran (dans le cadre de la politique RSE), ce collectif a également mis en place en 2018 pendant trois mois un dispositif éducatif d'urgence pour enfants non scolarisés. Un ouvrage contenant le manifeste de ce tiers-lieu intitulé L'autre est une chance raconte cette aventure.
Un terrain de camping éphémère a été ouvert sur le site, créant ainsi le seul terrain de ce type dans Paris intra muros.
La radio Cause Commune a obtenu sa fréquence sur la bande FM (93.1) lors de sa présence aux Grands Voisins. Radio libre et indépendante, elle relaie des initiatives locales dans les domaines de la protection de l’environnement, de l’économie solidaire et du partage des savoirs et des cultures ; son slogan est « La voix des possibles ».
Le film documentaire Les Grands Voisins, la cité rêvée,,,,, réalisé par Bastien Simon,, et produit par la Vingt-Cinquième Heure, relate l'expérience des Grands Voisins entre 2016 et 2018. Le film est sorti une première fois pendant le confinement en e-cinéma le 1er avril 2020, puis dans les salles de cinéma le 22 juillet 2020.
Une galerie d'art auto-gérée Les Arts Voisins a été mise en place durant cinq ans et a rassemblé une centaine d'artistes, tout en donnant lieu à de nombreuses expositions .
Après cinq ans d’occupation temporaire, l’expérience « pionnière » des Grands Voisins, installée dans l'enceinte de l'ancien hôpital, ferme définitivement le 26 septembre 2020. Une grande fête devrait être organisée la veille de la fermeture, en pleine pandémie de Covid-19.

#### Écoquartier Saint-Vincent-de-Paul

##### Projet
Une fois le chantier terminé et les derniers occupants partis, un nouveau quartier sera achevé sur son périmètre avec des ambitions multiples :
- la création d'un quartier avec de nombreux logements, ouvert sur la ville et favorisant la mixité sociale,
- la mise en place d'une démarche environnementale en transformant le site de Saint-Vincent-de-Paul en un « écoquartier novateur »,
- la refonte des espaces publics et les espaces libres en tant qu'espaces fortement plantés ou végétalisés en lien avec les grands espaces verts mitoyens, que ce soit sur les toits, le sol ou les façades,
- la valorisation du patrimoine et l’histoire du site[49].

Sur ce site de 3,4 hectares, vendu 92,9 millions d'euros par l'AP-HP à la Ville, Paris prévoit d'ici 2023 de construire 60 000 m2, dont 43 000 m2 de logements (50 % de logements sociaux, 20 % de logements intermédiaires, 30 % de logements libres), 6 000 m2 pour un équipement culturel privé, 5 000 m2 d'équipements (école, crèche de 66 berceaux, gymnase), 6 000 m2 d'activités et de commerces, 4 000 m2 d'espace vert central. Sur l'avenue Denfert-Rochereau, l'oratoire du XVIIe siècle sera restauré et destiné en partie à des appartements, alors que la chapelle voisine gardera sa fonction. Des études doivent permettre de concevoir une agriculture urbaine, de végétaliser les toits. Le quartier a pour but une autosuffisance énergétique. Il doit faire une large place à l'innovation sociale avec notamment 60 logements réservés à l'habitat participatif.
Une partie des riverains, soutenus par l'association pour le quartier Saint-Vincent-de-Paul, a déposé le 17 février 2017 un recours gracieux. Les premiers coups de pioche interviendront avant la fin de la décennie pour une livraison prévue en 2023.

##### Aménagement du nouvel écoquartier
Le 13 mars 2019, la société publique locale Paris & métropole aménagement a lancé au Marché international des professionnels de l'immobilier (MIPIM), deux appels d’offres afin d'aménager deux sites de l’ancien hôpital :
- un premier lot dit « patrimonial » à réhabiliter pour y implanter des logements et des activités ;
- un second lot porte sur la construction d’un équipement culturel.

Dans l'attente de la fin du chantier, les « Grands voisins » ont continué d'occuper le site du futur quartier jusqu'à leur départ en septembre 2020. Cet écoquartier devrait également héberger un jardin public de 4 000 m2. Durant le mois d'avril 2021, la ville de Paris a lancé sa première opération d’accession à la propriété en bail réel solidaire (BRS) sur le site, entraînant une critique acerbe de la part de la journaliste Christine Clerc, qui y voit une contradiction dans la politique écologique de la maire de Paris.
Une étude sur l'impact environnemental, ainsi qu'une description du projet, a été publiée sur le site officiel de la ville de Paris. Celui-ci était encore consultable en ligne durant le mois de juillet 2021.
Les travaux prennent du retard et la Cogedim, entreprise lauréate de deux lots, prend la décision de quitter le projet en juin 2023.
En janvier 2024, la Ville de Paris décide de lancer un projet de recyclage d’urine à grande échelle sur l’écoquartier. Au total, 600 appartements devront être équipés d’un WC spécifique afin de récupérer chaque jour quelque 2 000 litres d’urine pour les transformer en engrais pour les pelouses et pépinières de la capitale.

##### Distinction
Les « trophées de la participation et de la concertation » de l'année 2022, organisé en présence d'Éric Piolle, maire (parti Les Écologistes) de Grenoble, ont récompensé le projet Saint-Vincent-de-Paul (dénommé « La Fabrique urbaine du projet Saint-Vincent-de-Paul ») , porté par Paris & Métropole Aménagement, en tant que laboratoire de l’urbanisme collaboratif,.

##### Oppositions au projet
Parallèlement à ce projet de transformation, une tribune parue dans le quotidien Le Figaro du 3 septembre 2021 et signée par quarante personnalités du monde de la culture dont Stéphane Bern, Philippe et Sylvain Tesson, Thomas Dutronc, interpellait la maire de Paris pour rappeler leur inquiétude « face à la destruction programmée du quartier d’Apollinaire, Picasso et Hemingway », soulignant le risque de densification excessive et l’absence d’espace verts prévus,.
En septembre 2021, le collectif de riverains opposés à ce projet et composé de 400 membres, est soutenu par de nombreux élus locaux.

## Médecins et personnalités liés à l'hôpital

### Médecins attachés à l'hôpital

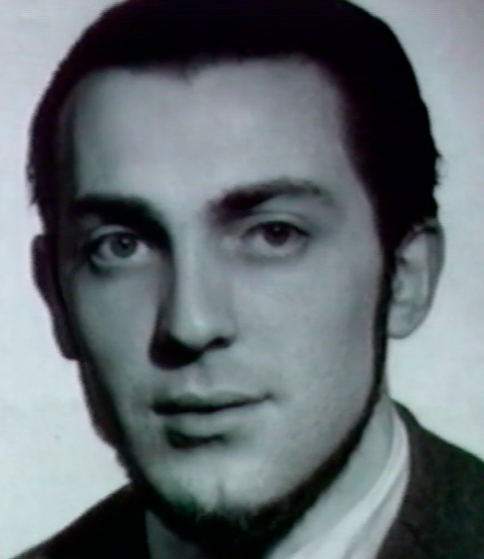
Pr Michel Soulé

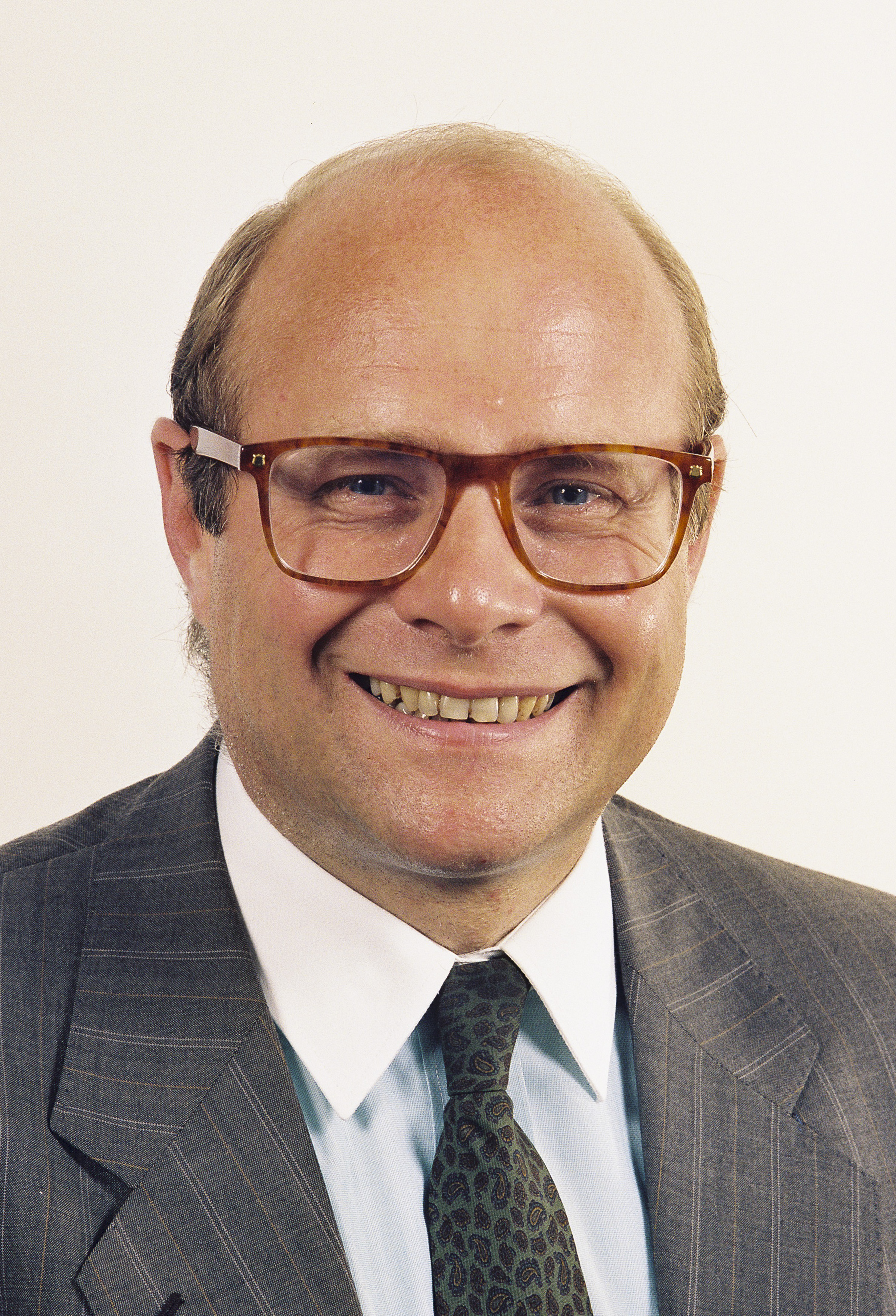
Pr Alain Pompidou

- Le professeur Marcel Lelong (1892 - 1973), de la faculté de médecine de Paris, premier titulaire de la chaire de puériculture créée pour lui, proche collaborateur du professeur Robert Debré[65],[66]. Il accomplit l'essentiel de sa carrière dans cet hôpital (qui se nomme alors « Hospice des Enfants-Assistés »),  qu'il transforme en un hôpital moderne et qu'il renomme sous son nom actuel[67].
- Le professeur Jean-Claude Job (1922 - 2008), endocrinologie et pédiatre. Ce professeur en médecine est lié à la prise en charge thérapeutique aux enfants atteints de nanisme. Chef de ce service de 1973 à 1989 à Saint-Vincent-de-Paul. Ancien président de l'association France Hypophyse, il fut l'un des prévenus du procès de l'hormone de croissance[68].
- Le Pr Michel Soulé (1922 - 2012), psychanalyste et professeur honoraire de pédopsychiatrie, spécialiste des questions d'adoption, de filiation, de placement, de périnatalité.
- Le professeur Alain Pompidou (né en 1942), directeur du laboratoire de l'hôpital Cochin - Saint-Vincent-de-Paul - La Roche Guyon à Paris, jusqu'en 2004. Il fut également chef du département de cytogénétique et pathologie, et président du comité consultatif de l'hôpital.
- Le professeur Bernard Golse (né en 1950), pédopsychiatre et psychanalyste, spécialiste de l'autisme, ancien chef du service de pédopsychiatrie à l'hôpital Saint-Vincent-de-Paul et professeur de psychiatrie de l'enfant et de l'adolescent à l'université René-Descartes, puis après la fermeture de l'établissement, chef du service de pédopsychiatrie de l'hôpital Necker-Enfants malades.

### Personnalités
De nombreuses personnalités sont nées à la maternité Pinard, l’une des plus importantes maternités de la capitale mais également l'une des cinq grandes maternités du 14e arrondissement de Paris avec les cliniques Baudelocque, Port-Royal, la Clinique Montsouris et Notre-Dame-du-Bon-secours
Lors d'une interview accordé dans le magazine Paris Match, l'actrice et animatrice Julia Vignali reconnaît avoir été suivie à l’hôpital Saint-Vincent-de-Paul durant des années à la suite de graves brûlures, survenues à l'âge de cinq ans, après un grave accident domestique. Joy et Eva Green, les deux filles jumelles de l'actrice Marlène Jobert, sont nées dans cette maternité.

## Accès

### À pied
Le site de cet ancien établissement hospitalier est situé à mi-parcours de l'avenue Denfert-Rochereau, à mi chemin entre le boulevard du Montparnasse et la place Denfert-Rochereau.

### Par les transports publics
L'édifice est relié aux autres lieux de l'agglomération parisienne par les stations de métro Raspail et Denfert-Rochereau, desservies par les lignes 4 et 6 du métro parisien et la gare de Denfert-Rochereau desservie par la ligne B du RER d'Île-de-France.

## Galerie

Quelques photos de l'ancien hôpital Saint-Vincent de Paul en 2017 (avant restructuration)
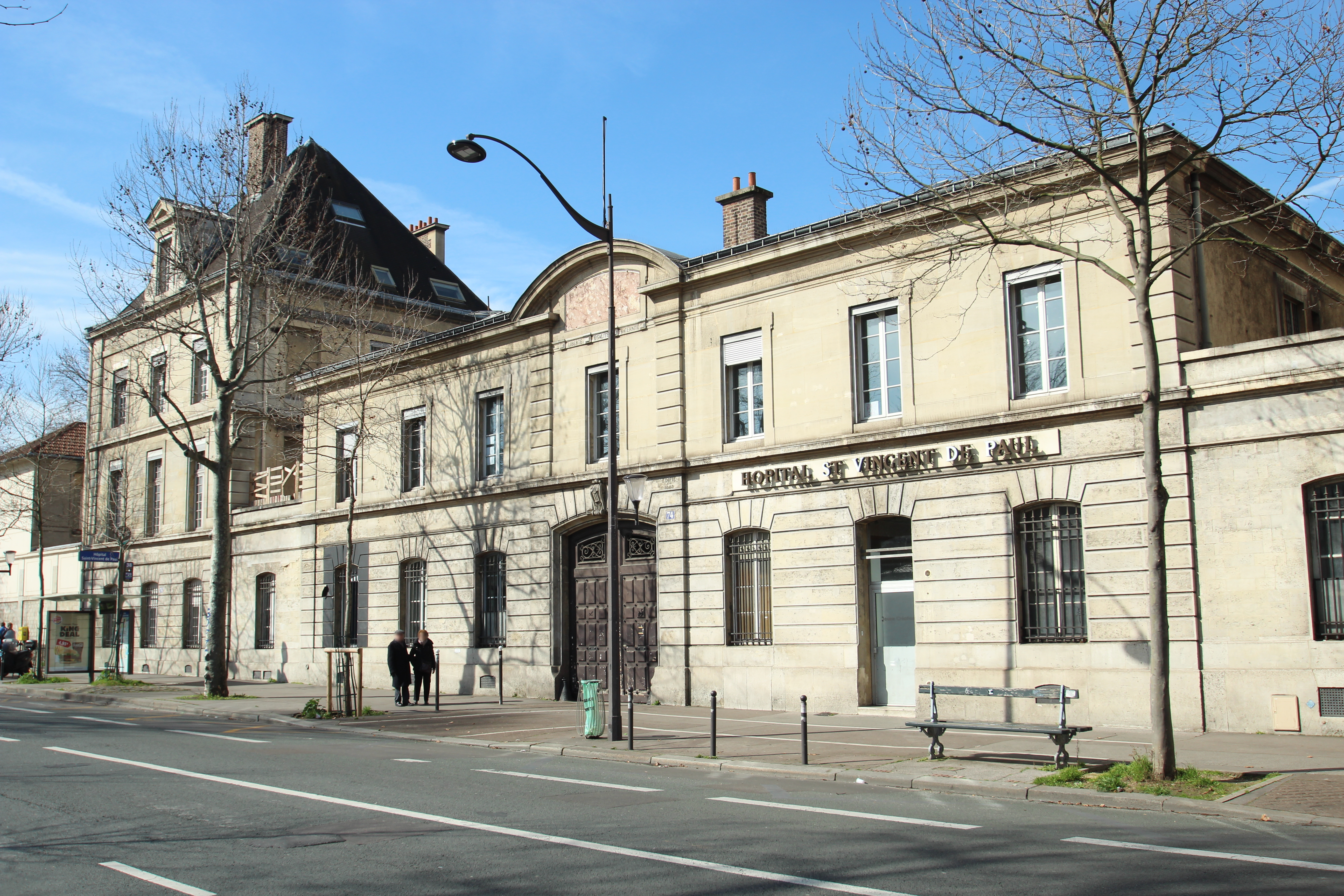
Façade sur l'avenue Denfert-Rochereau.
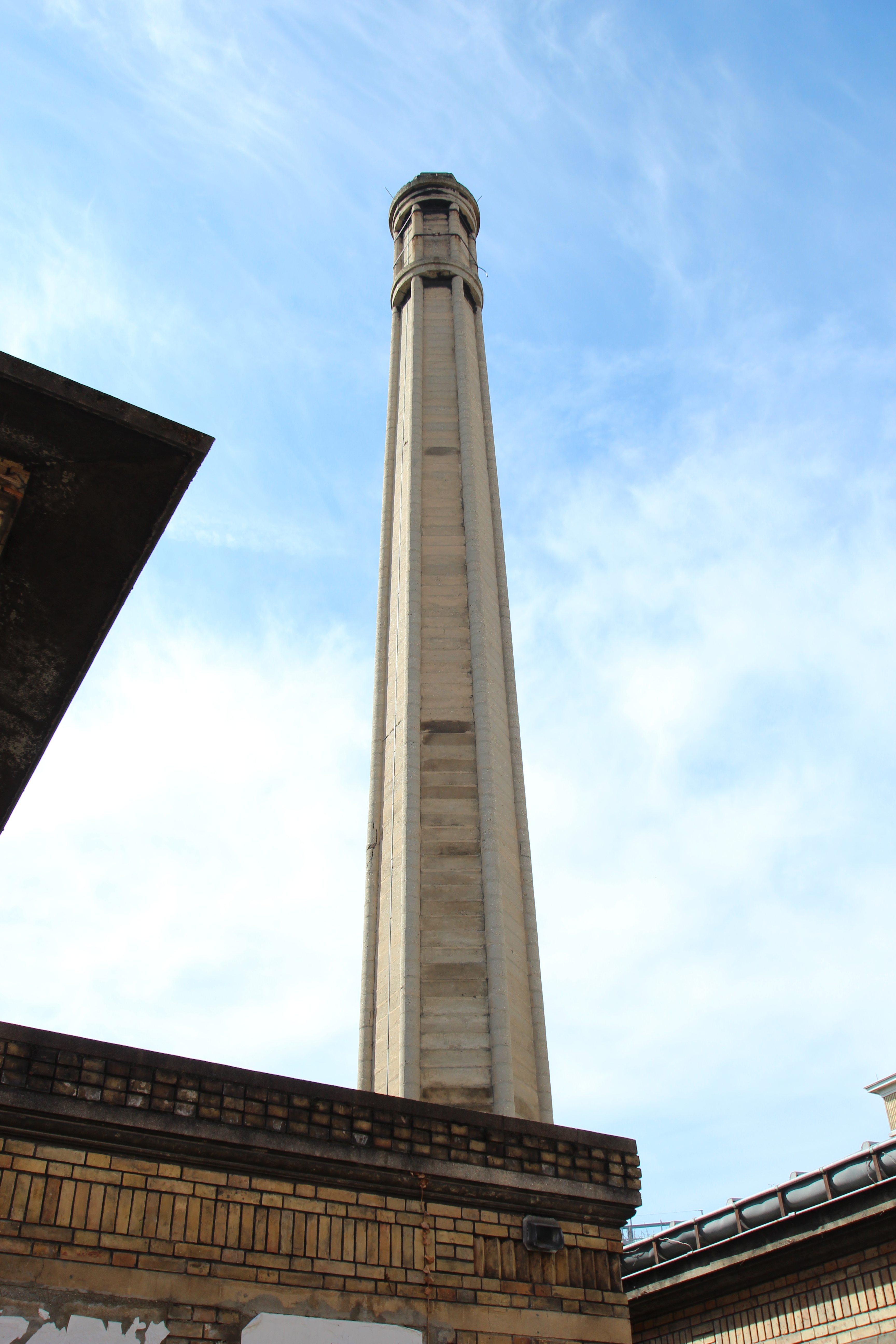
Cheminée de l'ancienne chaufferie.
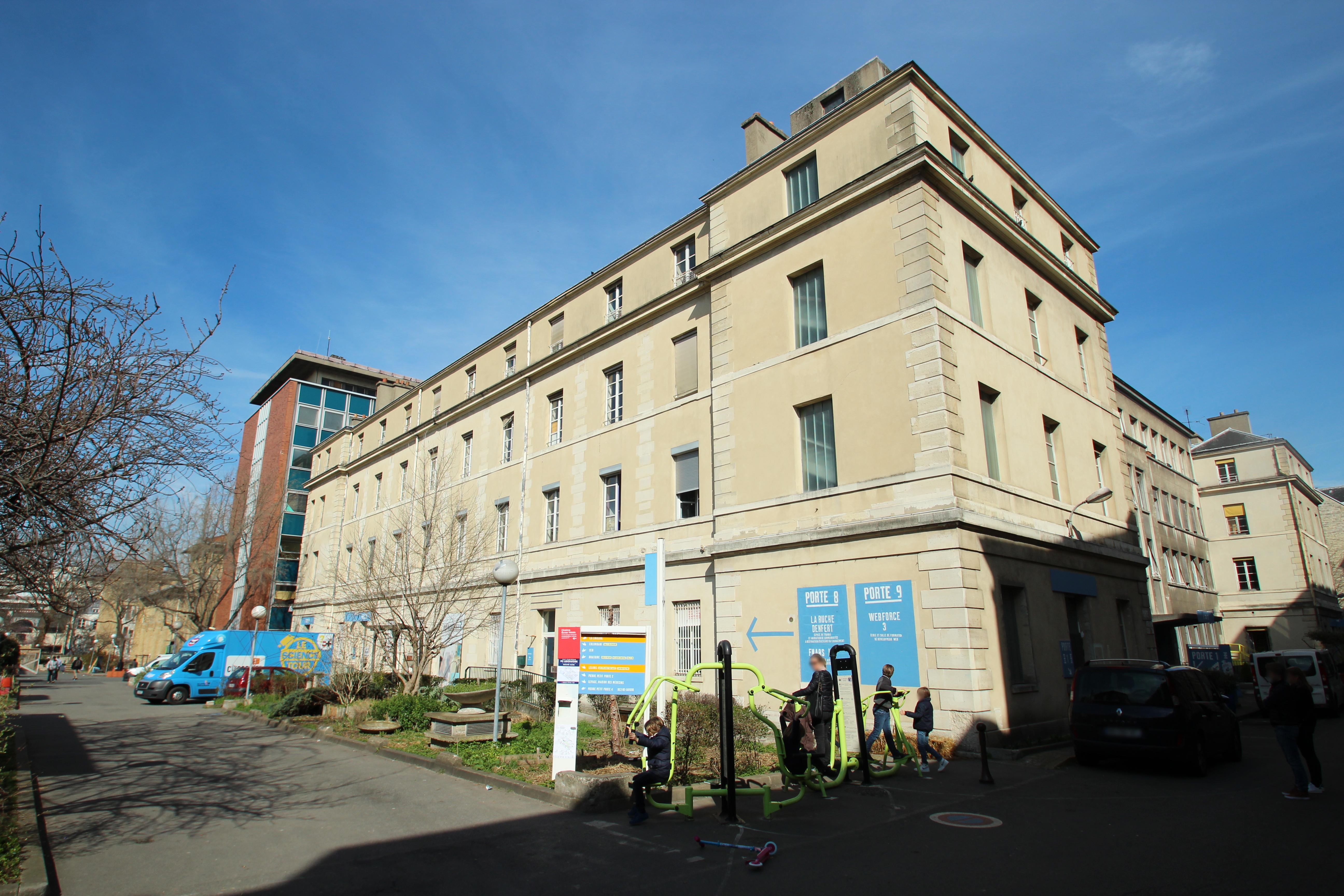
Bâtiment de l'ancien service des admissions, des traitements externes et de l'orthopédie.
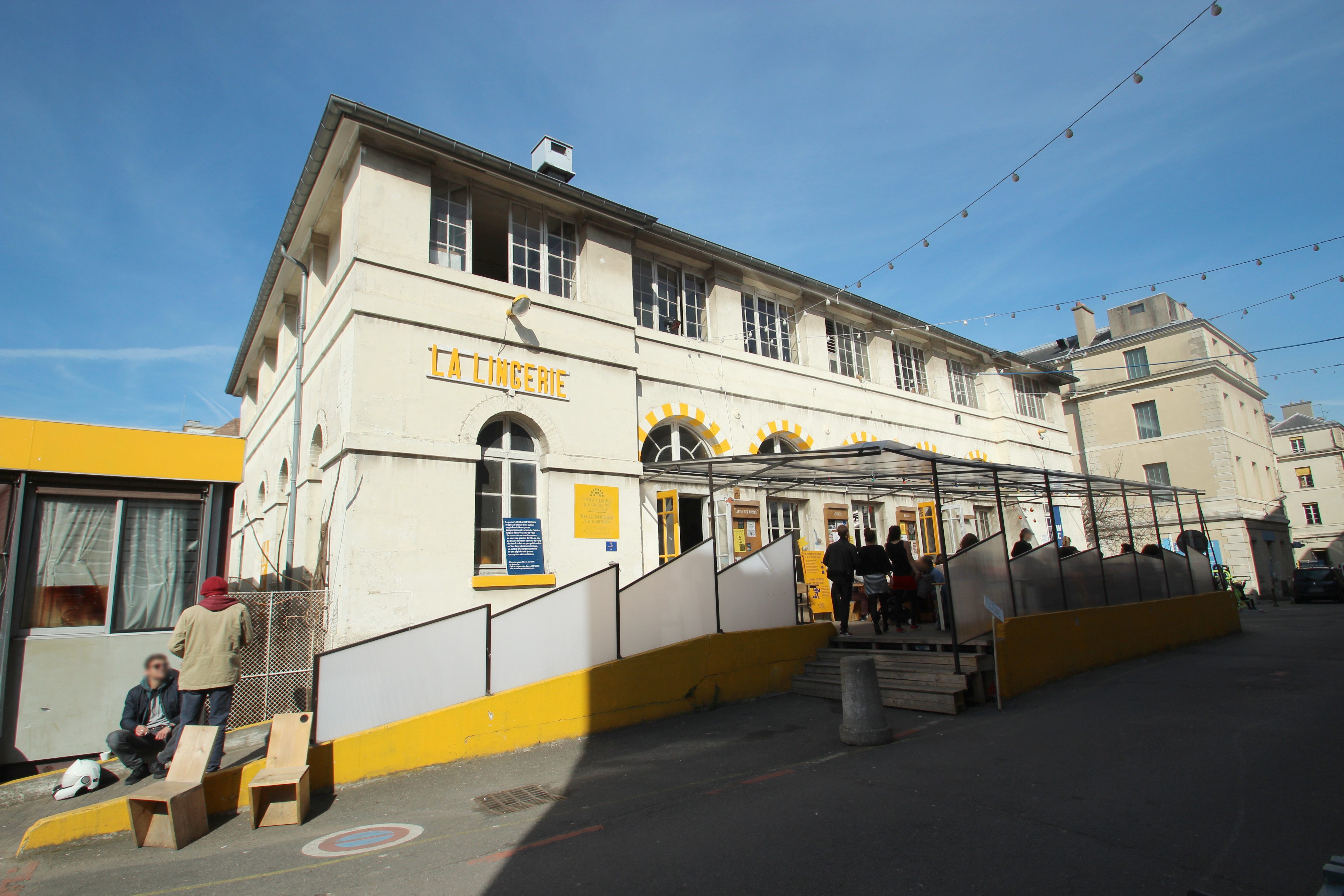
Bâtiment de l'ancienne lingerie hospitalière.
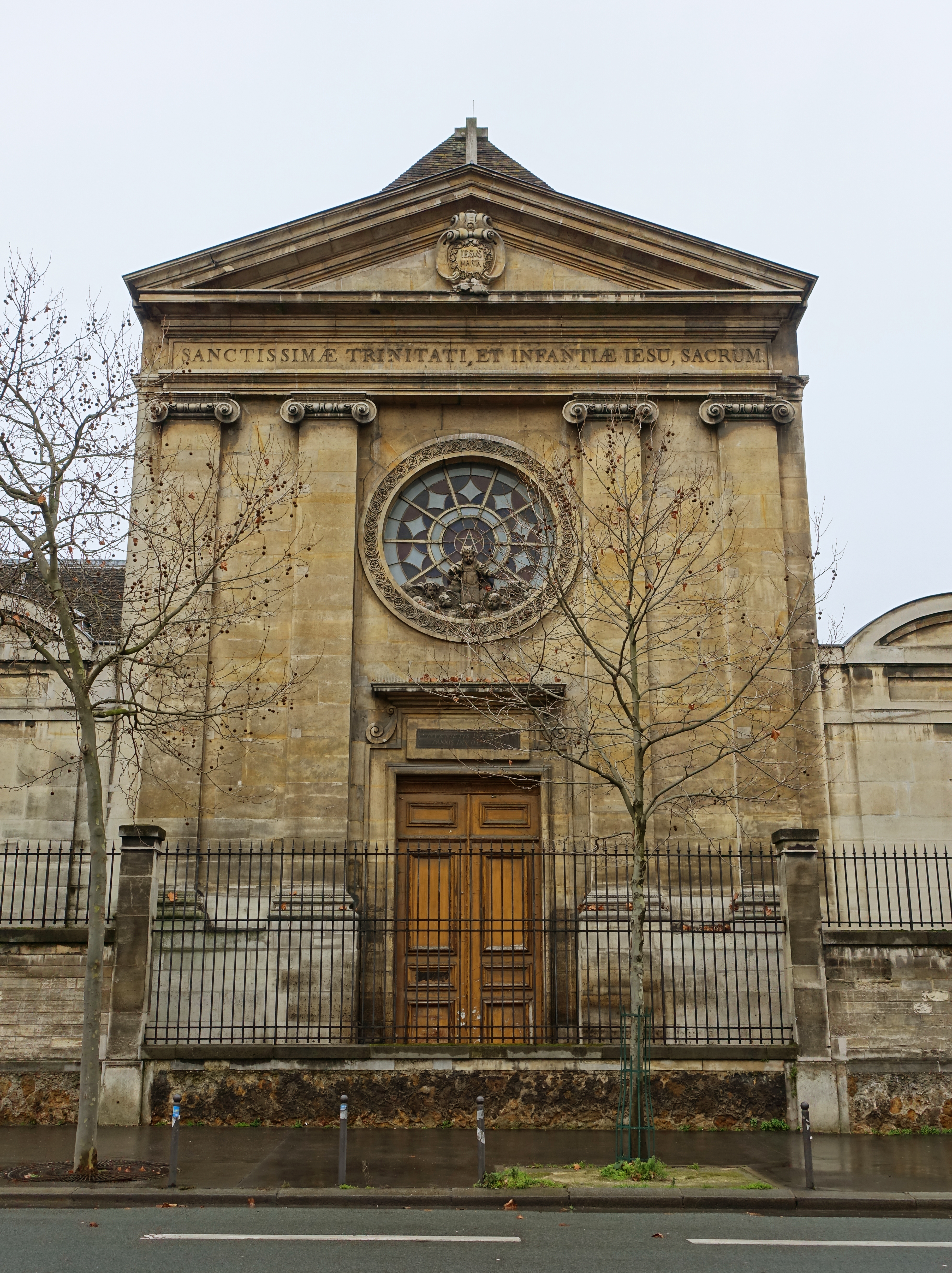
Ancienne chapelle.
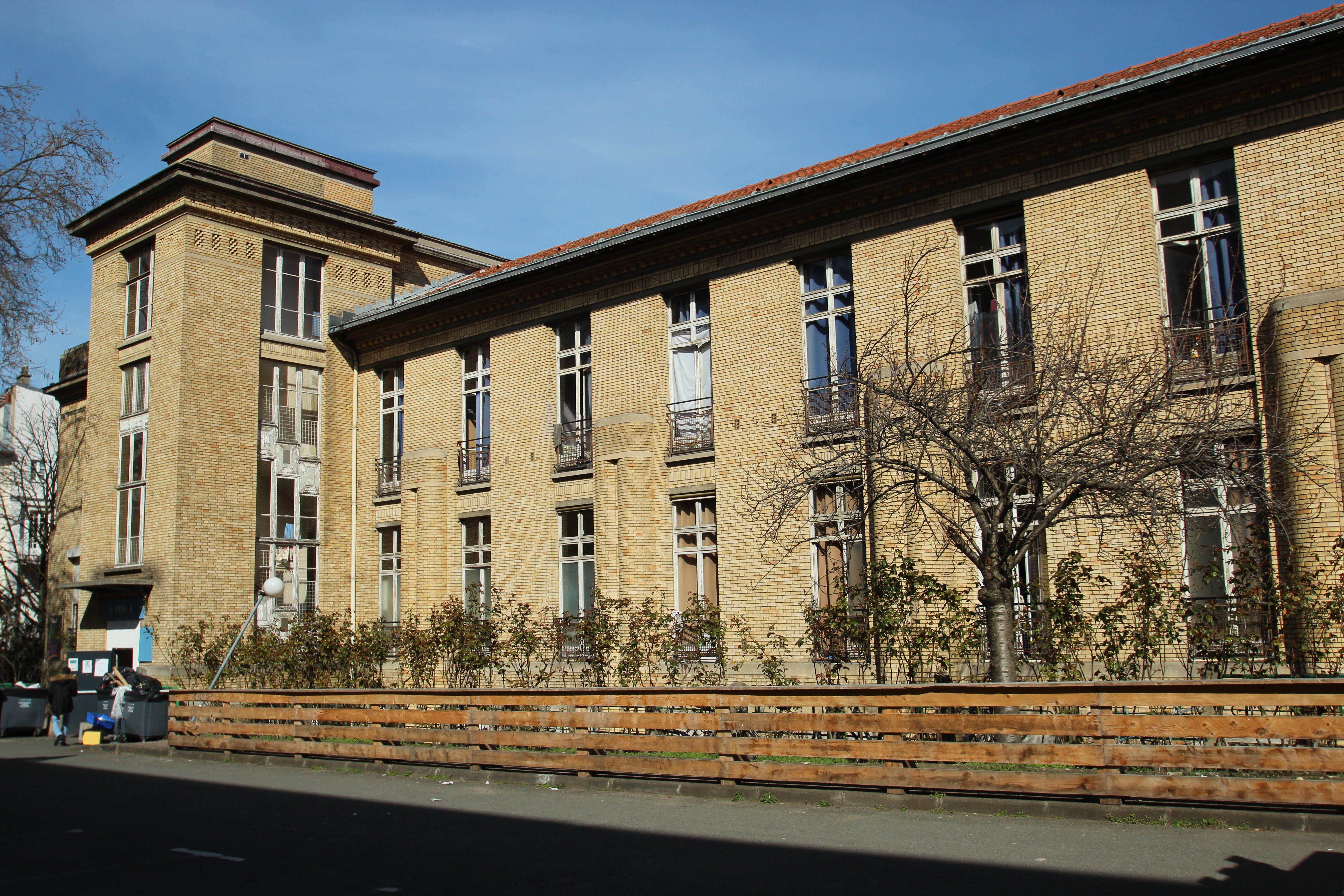
Bâtiment de l'ancienne maternité Pinard.